# Campionato mondiale di Formula 1 2001
Il campionato mondiale di Formula 1 2001 organizzato dalla FIA è stata, nella storia della categoria, la 52ª ad assegnare il campionato piloti, vinto da Michael Schumacher, e la 44ª ad assegnare il campionato costruttori, andato alla Scuderia Ferrari. È iniziata il 4 marzo ed è terminata il 14 ottobre, dopo 17 gare.

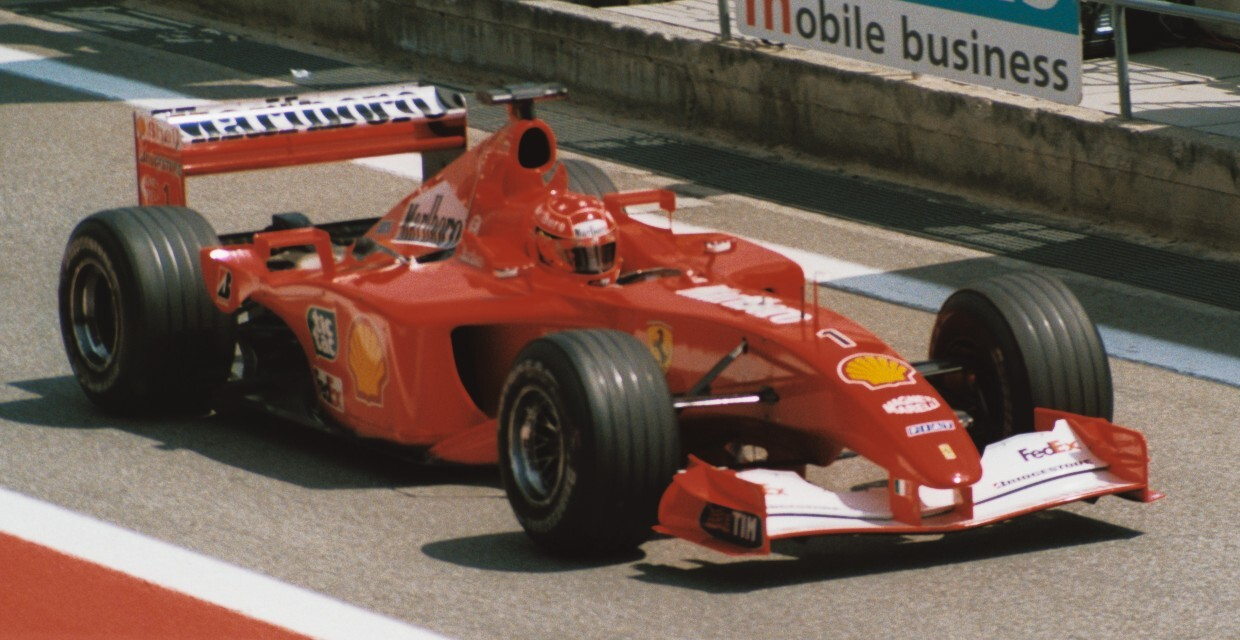
Michael Schumacher vince il suo quarto titolo iridato, il secondo di fila con la squadra di Maranello.

## La pre-stagione
Il calendario del 2001 mantenne gli stessi 17 appuntamenti della stagione precedente, ma con alcune interessanti modifiche nella loro disposizione:

- il Gran Premio della Malesia venne anticipato a seconda tappa del campionato, dopo l'Australia

- il Gran Premio di Gran Bretagna tornò nella sua tradizionale posizione a metà Luglio

- il Gran Premio d'Austria venne anticipato a metà Maggio come sesta tappa del mondiale

- il Gran Premio d'Europa venne posticipato nella seconda metà di Giugno, una settimana prima del GP di Francia

- tra i Gran Premi di Germania e Ungheria venne istituita una pausa estiva lunga di 3 settimane, che da questa stagione divenne una consuetudine (salendo anche a 4 o 5 settimane negli anni successivi)

- il Gran Premio del Giappone tornò a ricoprire il ruolo di gara conclusiva del campionato, come già avvenuto negli anni 1976-77, 1996 e 1998-99

### Il calendario
| Gara | Nome ufficiale del Gran Premio       | Circuito                         | Sede        | Data         | Ora    | Ora   | Ora   | Diretta TV | Diretta TV  |
| Gara | Nome ufficiale del Gran Premio       | Circuito                         | Sede        | Data         | Locale | UTC   | ITA   | Terrestre  | Satellitare |
| ---- | ------------------------------------ | -------------------------------- | ----------- | ------------ | ------ | ----- | ----- | ---------- | ----------- |
| 1    | Qantas Australian Grand Prix         | Albert Park Circuit              | Melbourne   | 4 marzo      | 14:00  | 03:00 | 04:00 | Rai 1      | TELE+ F1    |
| 2    | Petronas Malaysian Grand Prix        | Sepang International Circuit     | Sepang      | 18 marzo     | 14:00  | 06:00 | 08:00 | Rai 1      | TELE+ F1    |
| 3    | Grande Prêmio Marlboro do Brasil     | Autódromo José Carlos Pace       | San Paolo   | 1º aprile    | 14:00  | 16:00 | 17:00 | Rai 1      | TELE+ F1    |
| 4    | Gran Premio Warsteiner di San Marino | Autodromo Enzo e Dino Ferrari    | Imola       | 15 aprile    | 14:00  | 12:00 | 14:00 | Rai 1      | TELE+ F1    |
| 5    | Gran Premio Marlboro de España       | Circuito di Barcellona-Catalogna | Montmeló    | 29 aprile    | 14:00  | 12:00 | 14:00 | Rai 1      | TELE+ F1    |
| 6    | Großer A1 Preis von Österreich       | A1-Ring                          | Spielberg   | 13 maggio    | 14:00  | 12:00 | 14:00 | Rai 1      | TELE+ F1    |
| 7    | Grand Prix de Monaco                 | Circuito di Monte Carlo          | Monaco      | 27 maggio    | 14:00  | 12:00 | 14:00 | Rai 1      | TELE+ F1    |
| 8    | Grand Prix Air Canada                | Circuit Gilles Villeneuve        | Montréal    | 10 giugno    | 13:00  | 17:00 | 19:00 | Rai 1      | TELE+ F1    |
| 9    | Warsteiner Grand Prix of Europe      | Nürburgring                      | Nürburg     | 24 giugno    | 14:00  | 12:00 | 14:00 | Rai 1      | TELE+ F1    |
| 10   | Mobil 1 Grand Prix de France         | Circuito di Magny Cours          | Magny-Cours | 1º luglio    | 14:00  | 12:00 | 14:00 | Rai 1      | TELE+ F1    |
| 11   | Foster's British Grand Prix          | Silverstone                      | Silverstone | 15 luglio    | 14:00  | 13:00 | 15:00 | Rai 1      | TELE+ F1    |
| 12   | Großer Mobil 1 Preis von Deutschland | Hockenheimring                   | Hockenheim  | 29 luglio    | 14:00  | 12:00 | 14:00 | Rai 1      | TELE+ F1    |
| 13   | Marlboro Magyar Nagydíj              | Hungaroring                      | Mogyoród    | 19 agosto    | 14:00  | 12:00 | 14:00 | Rai 1      | TELE+ F1    |
| 14   | Foster's Belgian Grand Prix          | Circuito di Spa-Francorchamps    | Stavelot    | 2 settembre  | 14:00  | 12:00 | 14:00 | Rai 1      | TELE+ F1    |
| 15   | Gran Premio Campari d'Italia         | Autodromo nazionale di Monza     | Monza       | 16 settembre | 14:00  | 12:00 | 14:00 | Rai 1      | TELE+ F1    |
| 16   | SAP United States Grand Prix         | Indianapolis Motor Speedway      | Speedway    | 30 settembre | 14:00  | 20:00 | 21:00 | Rai 1      | TELE+ F1    |
| 17   | Fuji Television Japanese Grand Prix  | Suzuka Circuit                   | Suzuka      | 14 ottobre   | 14:00  | 05:00 | 07:00 | Rai 1      | TELE+ F1    |

## Cambiamenti

### Piloti

#### Inizio di stagione

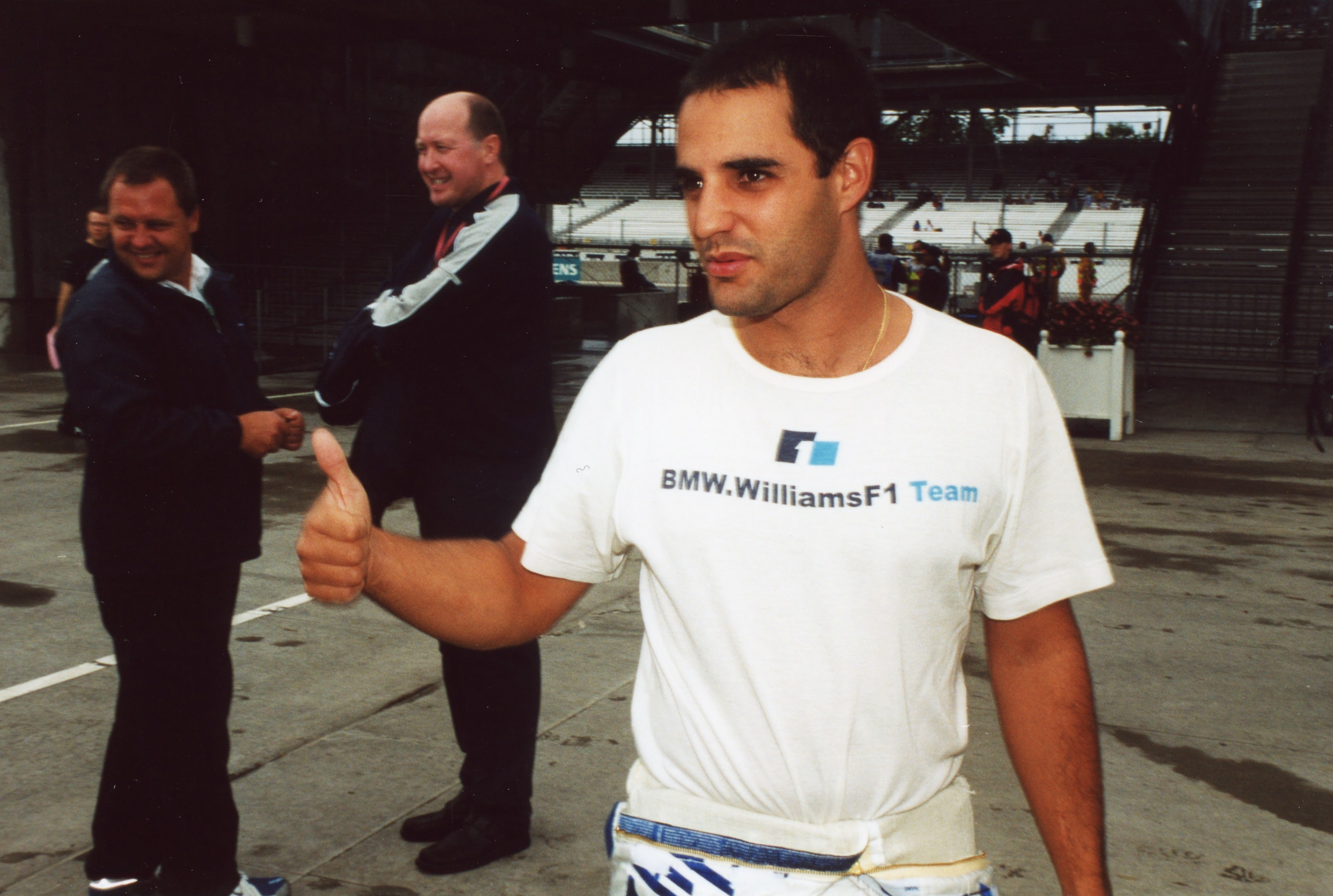
Il colombiano Juan Pablo Montoya, reduce dalle buone stagioni oltreoceano, debutta in Formula 1 al volante della Williams BMW.

- Ferrari, McLaren Mercedes e Jordan Honda confermano i propri piloti.
- Johnny Herbert diventa test driver per la Arrows Asiatech.
- Luciano Burti è ingaggiato come seconda guida della Jaguar Cosworth, di cui era già stato terzo pilota l'anno prima.
- Nick Heidfeld si trasferisce alla Sauber Petronas al posto di Mika Salo che passa alla Toyota per sviluppare la vettura.
- Kimi Räikkönen debutta in Formula 1 in Sauber Petronas al posto di Diniz, il quale si ritira dall'attività di pilota per dedicarsi al ruolo di manager della Prost Acer.
- Olivier Panis ritorna in Formula 1 come pilota titolare per la BAR Honda.
- Debutta in F1 Juan Pablo Montoya con la Williams BMW
- Fernando Alonso fa il suo esordio in massima serie con la Minardi European.
- Enrique Bernoldi approda in F1 al volante della Arrows al posto di Pedro de la Rosa.
- Jenson Button passa in prestito biennale dalla Williams BMW alla Benetton Renault[1]
- Gastón Mazzacane è ingaggiato dalla Prost Acer.
- Tarso Marques ritorna in Formula 1 dopo cinque anni con la Minardi European.
- Pedro de la Rosa viene inizialmente ingaggiato come terzo pilota della Prost Acer, ma poco prima dell'inizio della stagione, si trasferisce alla Jaguar Cosworth, sempre come pilota di riserva.

#### Durante la stagione
- Dal Gran Premio d'Ungheria, Heinz Harald Frentzen e Jean Alesi si invertono alla guida della Prost e Jordan.
- A partire dal GP di Spagna Luciano Burti passa dalla Jaguar alla Prost, sostituendo Mazzacane, in seguito a un accordo fra i due team. Contestualmente Pedro de la Rosa torna a gareggiare venendo promosso a seconda guida della Jaguar.
- Ricardo Zonta sostituisce Frentzen alla Jordan nei GP di Canada e Germania.
- Tomáš Enge esordisce in F1 disputando le ultime tre gare della stagione in Prost, per sostituire Burti, infortunatosi nel GP del Belgio.
- Alex Yoong debutta in F1 correndo le ultime tre gare con la Minardi al posto di Tarso Marques.

### Team

Jenson Button, prestato dalla Williams alla Benetton che a sua volta affronta l'ultima stagione sportiva della sua storia, essendo in predicato di essere acquisita dalla Renault.

- La Benetton cede il 49% del suo pacchetto azionario alla Renault, che ritorna ufficialmente in F1: il 2001 sarà dunque un anno di transizione in cui la casa transalpina sarà partner motoristico del team di Enstone, prima dell'acquisizione totale nel 2002.
- La Minardi viene rilevata dall'imprenditore australiano Paul Stoddart, proprietario della compagnia European Aviation. Il team di Faenza continua a utilizzare, per il quarto anno consecutivo, il vecchio motore V10 Ford, ribattezzato European
- La Arrows usufruisce gratuitamente dei nuovi motori Asiatech derivati dai Peugeot della stagione precedente.
- La Prost passa ai motori Ferrari ribattezzati Acer per motivi di sponsorizzazione. Anche la Sauber continua a essere spinta dai V10 di Maranello, sempre ridenominati Petronas
- La Jordan ottiene la fornitura dei motori Honda ufficiali, gli stessi già usati anche dalla BAR.
- La Toyota esordisce nella massima serie, ma non prende parte al campionato 2001, dedicandosi invece allo sviluppo della vettura con i piloti Mika Salo e Allan McNish, in vista del debutto ufficiale nel 2002.

### Pneumatici
Dopo sedici stagioni di assenza la Michelin tornò in Formula 1, accordandosi con Williams, Benetton, Jaguar, Minardi, Prost e Toyota per la fornitura di pneumatici. La casa francese pose in questo modo fine al monopolio della Bridgestone iniziato nel 1999 con il ritiro dalle competizioni della Goodyear.

## Scuderie e piloti
| Scuderia                    | Costruttore      | Telaio     | Motore                  | Gomme | N. | Piloti                | GP        | Collaudatore(i)                                             |
| --------------------------- | ---------------- | ---------- | ----------------------- | ----- | -- | --------------------- | --------- | ----------------------------------------------------------- |
| Scuderia Ferrari Marlboro   | Ferrari          | F2001      | Ferrari 050 3.0 V10     | B     | 1  | Michael Schumacher    | Tutti     | Luca Badoer Fabrizio Giovanardi                             |
| Scuderia Ferrari Marlboro   | Ferrari          | F2001      | Ferrari 050 3.0 V10     | B     | 2  | Rubens Barrichello    | Tutti     | Luca Badoer Fabrizio Giovanardi                             |
| West McLaren Mercedes       | McLaren-Mercedes | MP4-16     | Mercedes FO110K 3.0 V10 | B     | 3  | Mika Häkkinen         | Tutti     | Alexander Wurz                                              |
| West McLaren Mercedes       | McLaren-Mercedes | MP4-16     | Mercedes FO110K 3.0 V10 | B     | 4  | David Coulthard       | Tutti     | Alexander Wurz                                              |
| BMW Williams F1 Team        | Williams-BMW     | FW23       | BMW P80 3.0 V10         | M     | 5  | Ralf Schumacher       | Tutti     | Marc Gené                                                   |
| BMW Williams F1 Team        | Williams-BMW     | FW23       | BMW P80 3.0 V10         | M     | 6  | Juan Pablo Montoya    | Tutti     | Marc Gené                                                   |
| Mild Seven Benetton Renault | Benetton-Renault | B201       | Renault RS21 3.0 V10    | M     | 7  | Giancarlo Fisichella  | Tutti     | Mark Webber Oliver Gavin                                    |
| Mild Seven Benetton Renault | Benetton-Renault | B201       | Renault RS21 3.0 V10    | M     | 8  | Jenson Button         | Tutti     | Mark Webber Oliver Gavin                                    |
| Lucky Strike BAR Honda      | BAR-Honda        | 003        | Honda RA001E 3.0 V10    | B     | 9  | Olivier Panis         | Tutti     | Anthony Davidson Darren Manning Patrick Lemarié Takuma Satō |
| Lucky Strike BAR Honda      | BAR-Honda        | 003        | Honda RA001E 3.0 V10    | B     | 10 | Jacques Villeneuve    | Tutti     | Anthony Davidson Darren Manning Patrick Lemarié Takuma Satō |
| B&H Jordan Honda            | Jordan-Honda     | EJ11       | Honda RA001E 3.0 V10    | B     | 11 | Heinz-Harald Frentzen | 1-7, 9-11 | Ricardo Zonta                                               |
| B&H Jordan Honda            | Jordan-Honda     | EJ11       | Honda RA001E 3.0 V10    | B     | 11 | Ricardo Zonta         | 8, 12     | Ricardo Zonta                                               |
| B&H Jordan Honda            | Jordan-Honda     | EJ11       | Honda RA001E 3.0 V10    | B     | 11 | Jarno Trulli          | 13-17     | Ricardo Zonta                                               |
| B&H Jordan Honda            | Jordan-Honda     | EJ11       | Honda RA001E 3.0 V10    | B     | 12 | Jarno Trulli          | 1-12      | Ricardo Zonta                                               |
| B&H Jordan Honda            | Jordan-Honda     | EJ11       | Honda RA001E 3.0 V10    | B     | 12 | Jean Alesi            | 13-17     | Ricardo Zonta                                               |
| Orange Arrows Asiatech      | Arrows-Asiatech  | A22        | Asiatech 001 3.0 V10    | B     | 14 | Jos Verstappen        | Tutti     | Johnny Herbert                                              |
| Orange Arrows Asiatech      | Arrows-Asiatech  | A22        | Asiatech 001 3.0 V10    | B     | 15 | Enrique Bernoldi      | Tutti     | Johnny Herbert                                              |
| Red Bull Sauber Petronas    | Sauber-Petronas  | C20        | Petronas 01A 3.0 V10    | B     | 16 | Nick Heidfeld         | Tutti     | Felipe Massa                                                |
| Red Bull Sauber Petronas    | Sauber-Petronas  | C20        | Petronas 01A 3.0 V10    | B     | 17 | Kimi Räikkönen        | Tutti     | Felipe Massa                                                |
| Jaguar Racing               | Jaguar-Cosworth  | R2         | Cosworth CR-3 3.0 V10   | M     | 18 | Eddie Irvine          | Tutti     | Tomas Scheckter                                             |
| Jaguar Racing               | Jaguar-Cosworth  | R2         | Cosworth CR-3 3.0 V10   | M     | 19 | Luciano Burti         | 1-4       | Tomas Scheckter                                             |
| Jaguar Racing               | Jaguar-Cosworth  | R2         | Cosworth CR-3 3.0 V10   | M     | 19 | Pedro de la Rosa      | 5-17      | Tomas Scheckter                                             |
| European Minardi F1         | Minardi-European | PS01 PS01B | European 3.0 V10        | M     | 20 | Tarso Marques         | 1-14      | Alex Yoong                                                  |
| European Minardi F1         | Minardi-European | PS01 PS01B | European 3.0 V10        | M     | 20 | Alex Yoong            | 15-17     | Alex Yoong                                                  |
| European Minardi F1         | Minardi-European | PS01 PS01B | European 3.0 V10        | M     | 21 | Fernando Alonso       | Tutti     | Alex Yoong                                                  |
| Prost Acer                  | Prost-Acer       | AP04       | Acer 01A 3.0 V10        | M     | 22 | Jean Alesi            | 1-12      | Stéphane Sarrazin Pedro de la Rosa Jonathan Cochet          |
| Prost Acer                  | Prost-Acer       | AP04       | Acer 01A 3.0 V10        | M     | 22 | Heinz-Harald Frentzen | 13-17     | Stéphane Sarrazin Pedro de la Rosa Jonathan Cochet          |
| Prost Acer                  | Prost-Acer       | AP04       | Acer 01A 3.0 V10        | M     | 23 | Gastón Mazzacane      | 1-4       | Stéphane Sarrazin Pedro de la Rosa Jonathan Cochet          |
| Prost Acer                  | Prost-Acer       | AP04       | Acer 01A 3.0 V10        | M     | 23 | Luciano Burti         | 5-14      | Stéphane Sarrazin Pedro de la Rosa Jonathan Cochet          |
| Prost Acer                  | Prost-Acer       | AP04       | Acer 01A 3.0 V10        | M     | 23 | Tomáš Enge            | 15-17     | Stéphane Sarrazin Pedro de la Rosa Jonathan Cochet          |

## Modifiche al regolamento

### Soluzioni aerodinamiche
Per la stagione 2001 le modifiche del regolamento riguardarono soprattutto l'aerodinamica. Venne imposto alle scuderie di Formula 1 di portare a dieci centimetri l'altezza dal suolo dell'alettone anteriore, in modo da ridurre la creazione di carico deportante e rallentare così le monoposto. Contemporaneamente la FIA ridusse a tre i profili che potevano essere utilizzati nell'ala posteriore, mentre fino alla stagione precedente non vi era alcun tipo di limitazione.

### Sicurezza
Anche in tema di sicurezza vi furono ampi interventi da parte della federazione. Vennero imposti crash test laterali su quattro differenti punti del telaio, a differenza di uno, come avveniva in passato. Vennero poi resi più severi i crash test sul roll bar, che portò i vari team ad appesantire ulteriormente i telai.

## Riassunto della stagione

### Gran Premio d'Australia
La nuova stagione si apre in maniera analoga a quella precedente: Michael Schumacher e la Ferrari dominano la scena dopo aver ottenuto la pole position in qualifica, mantenendo la testa della corsa per tutta la durata della stessa. Sul secondo gradino del podio sale lo scozzese David Coulthard sulla McLaren, al terzo posto si classifica invece la seconda Ferrari di Rubens Barrichello, protagonista di un contatto con la Jordan di Heinz-Harald Frentzen nelle fasi iniziali della corsa.
In occasione del fine settimana australiano fanno il rispettivo debutto in Formula 1 Kimi Räikkönen per la Sauber, Juan Pablo Montoya per la Williams e Fernando Alonso per la Minardi. In particolare luce si mette il finlandese, che terminerà sesto ottenendo così i primi punti in carriera, il colombiano non finirà la gara mentre lo spagnolo, disponendo di una vettura decisamente meno competitiva, chiude la gara navigando nelle retrovie. A punti anche l'altra Sauber di Nick Heidfeld, giunto quarto, così come la Jordan di Frentzen. Olivier Panis, classificatosi quarto, viene penalizzato di 25" uscendo dalla zona punti alla pari di Jos Verstappen, mentre Mika Häkkinen è costretto al ritiro a causa di un'uscita di pista.
Nel corso del Gran Premio ha avuto luogo un terribile incidente che ha coinvolto Jacques Villeneuve e Ralf Schumacher: a causa di tale episodio, un commissario di pista è morto in seguito ai traumi riportati dall'impatto contro un grosso detrito volato via dalla vettura del pilota canadese.

### Gran Premio della Malesia
In occasione del secondo appuntamento stagionale la Ferrari ottiene la prima doppietta stagionale e la seconda vittoria consecutiva per mano di Michael Schumacher. Nella sessione di qualifica la Williams, sempre più competitiva, sfiora la pole position.
Alla partenza le due vetture di Maranello partono bene nonostante un piccolo contatto fra Rubens Barrichello e Ralf Schumacher, ma dopo poche tornate escono entrambe di pista a causa dell'olio perso dalla BAR di Olivier Panis. Al comando passa Jarno Trulli, ma un violento temporale tropicale si scatena sul circuito creando scompiglio, costringendo al ritiro Villeneuve, Heidfeld, Bernoldi ed Irvine e l'entrata della safety car.
In prima posizione si ritrova Coulthard, seguito da Frentzen, Verstappen, Häkkinen e Trulli. Barrichello è scivolato in 10ª posizione, Schumacher subito dietro in 11ª. Alla ripartenza, le Ferrari scalano la classifica in pochi giri per merito di una felice scelta di gomme, intermedie per le vetture italiane al contrario di quelle da bagnato montate dai concorrenti.
Negli ultimi giri le posizioni di testa si consolidano mentre Verstappen resiste con tenacia ai ripetuti attacchi di Häkkinen, Frentzen e Ralf Schumacher; l'olandese terminerà appena fuori dalla zona punti, mentre il finlandese subisce il sorpasso dal tedesco della Jordan giungendo sesto.

### Gran Premio del Brasile

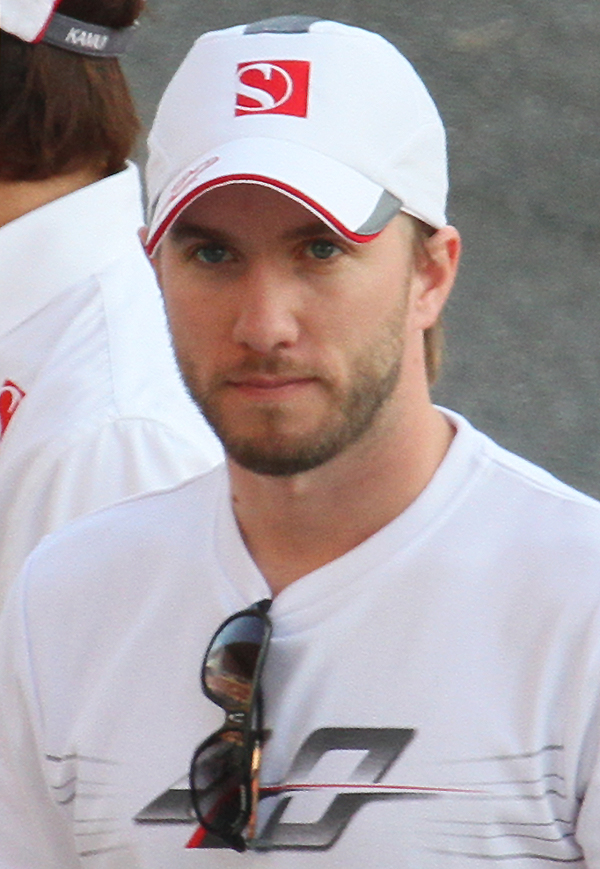
Nick Heidfeld, terzo al traguardo in Brasile, ottiene il primo podio in Formula 1 e vi riporta la Sauber, che mancava il risultato dal Gran Premio del Belgio 1998.

Michael Schumacher ottiene la terza pole position della stagione, la settima consecutiva se si considerano le quattro ottenute nelle ultime quattro prove della stagione 2000, dopo un duello sul filo dei decimi di secondo con il fratello.
La partenza è movimentata e vede Mika Häkkinen rimanere fermo nella sua piazzola oltre al contatto tra Barrichello e Ralf Schumacher, che costringe al ritiro entrambi: per il brasiliano la gara di casa si conferma avara di soddisfazioni. Per consentire ai commissari di ripulire il tracciato dai detriti, la direzione gara manda in pista la safety car: alla ripartenza Juan Pablo Montoya, facendo tesoro delle esperienze accumulate nelle Formule statunitensi nelle quali la neutralizzazione della corsa tramite una vettura di sicurezza avviene di sovente, si mette subito in luce infilando Schumacher alla prima curva e guadagnando la testa della corsa. Il colombiano, alla sua terza gara in Formula 1, non sembra avere molte difficoltà a contenere gli avversari ma verrà in seguito tamponato dalla Arrows di Jos Verstappen e sarà costretto al ritiro.
Uno scroscio di pioggia costringe i piloti a fermarsi ai box per montare le gomme da bagnato. Schumacher, riguadagnata la prima posizione, ha molte difficoltà a mantenere la vettura in pista e viene superato da Coulthard dopo alcune uscite di pista, il quale conquista così la sua prima vittoria stagionale candidandosi come possibile pretendente al titolo iridato. Ottima gara per il tedesco Nick Heidfeld, che ottiene il primo podio in carriera, mentre la BAR conquista i primi punti della stagione grazie al quarto posto di Panis. Chiudono la zona punti Jarno Trulli con la Jordan e Fisichella con la Benetton.

### Gran Premio di San Marino
Nel corso delle qualifiche la McLaren monopolizza la prima fila: Coulthard conquista la pole position mentre Häkkinen ottiene la seconda posizione.
In gara le McLaren provano ad imporre il loro ritmo, ma la Williams di Ralf Schumacher si mantiene a breve distanza dalle vetture anglo-tedesche andando poi a vincere il Gran Premio: si tratta della prima vittoria in carriera per Schumacher, che riporta la Williams ad un successo che le mancava dal 1997 e alla BMW dal 1986. Al secondo posto si classifica David Coulthard, che affianca Schumacher in classifica, mentre Häkkinen si deve accontentare del quarto posto ritrovandosi staccato di 22 punti in classifica dopo soli quattro Gran Premi.
La Ferrari si mantiene saldamente in vetta alla Classifica Costruttori grazie al terzo posto conquistato da Barrichello che bilancia la battuta d'arresto di Schumacher, costretto al ritiro a causa di una foratura. Entrambe le Jordan finiscono a punti, mentre sono autori di prove incoraggianti sia Alonso sia Räikkönen, costretti al ritiro a causa di alcuni problemi meccanici alle rispettive monoposto.

### Gran Premio di Spagna

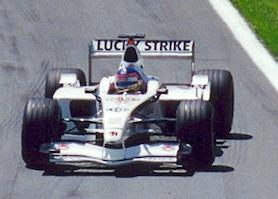
Jacques Villeneuve ha regalato al team BAR il primo podio in assoluto nel Gran Premio di Spagna.

Nella gara che vede l'introduzione delle nuove norme sull'elettronica Michael Schumacher ottiene la sua terza vittoria stagionale, agevolato anche dagli inconvenienti tecnici nei quali è incorsa la McLaren: David Coulthard non parte durante il giro di ricognizione e viene retrocesso in fondo allo schieramento, mentre Mika Häkkinen si ritira nel corso dell'ultimo giro a causa della rottura del motore Mercedes quando era in testa con quasi un minuto di vantaggio sul suo più immediato inseguitore.
Alle spalle di Schumacher si classificano la Williams di Juan Pablo Montoya (al primo podio in carriera) e Jacques Villeneuve, che regala alla BAR il primo podio della sua storia. Chiudono la zona punti Jarno Trulli, David Coulthard, impegnato in una difficile rimonta per tutta la durata della gara, e Nick Heidfeld. Tra i ritirati spiccano invece i nomi di Rubens Barrichello, Ralf Schumacher e Heinz-Harald Frentzen, quest'ultimo a causa di un incidente con lo spagnolo Pedro de la Rosa nelle fasi iniziali del Gran Premio.
La Classifica Piloti vede Schumacher allungare di otto punti su Coulthard, mentre Häkkinen sembra già tagliato fuori dalla lotta al titolo iridato. Discorso simile per quella Costruttori, con la Ferrari che ha diciotto punti di vantaggio sulla McLaren.

### Gran Premio d'Austria
Dal Gran Premio d'Austria emerse che la lotta per il campionato era ristretta a due soli piloti: la Ferrari di Michael Schumacher e la McLaren Mercedes di David Coulthard. Häkkinen, che prima della gara era ancora considerato da Schumacher il rivale più pericoloso, aveva fino a quel momento raccolto soltanto 4 punti in 6 gare. Nelle qualifiche il tedesco della Ferrari fu il più rapido e centrò la pole position davanti alle Williams di Montoya e Ralf Schumacher, mentre i due della McLaren chiusero solamente settimo e ottavo.
Alla partenza la procedura dovette essere ripetuta in quanto rimasero ferme sullo schieramento le due Jordan di Trulli e Frentzen, la McLaren di Häkkinen e la Sauber di Heidfeld. Trulli e Heidfeld ripartirono dalla corsia dei box, sebbene piuttosto attardati, ma il pilota italiano uscì dalla pit-lane con il semaforo rosso e fu squalificato. Frentzen e Häkkinen, traditi rispettivamente dal cambio e dalla frizione, furono invece costretti immediatamente al ritiro. Nelle posizioni di testa, invece, entrambe le Williams sopravanzarono Michael Schumacher, prendendo il comando davanti alle due Ferrari e Coulthard. Nelle prime fasi della corsa risultò molto competitivo Verstappen che, favorito da una strategia di gara più aggressiva rispetto ai rivali, sopravanzò Irvine e Coulthard, inserendosi alle spalle delle Ferrari. Al decimo giro Ralf Schumacher si ritirò per problemi ai freni, mentre il fratello cercava di rimontare Montoya, in crisi di gomme; il tentativo di sorpasso da parte del pilota tedesco avvenne al sedicesimo passaggio, ma il colombiano ritardò eccessivamente la frenata, costringendo entrambi a finire sulla sabbia e rientrando in pista in sesta e settima posizione. Al comando della gara passò quindi Barrichello, seguito da Verstappen, Coulthard, Räikkönen e Panis.
Al 23º giro il pilota olandese della Arrows, partito con una strategia a due soste, rifornì per primo, cedendo la posizione a Coulthard. Grazie alla strategia impostata dai box, Coulthard rifornì solo al 50º passaggio, quattro giri dopo Schumacher che si era portato alle sue spalle e tre dopo Barrichello, fino a quel momento leader della gara, e uscì dalla pit-lane in prima posizione. Nel finale della corsa Schumacher si avvicinò a Barrichello, al quale fu più volte richiesto via radio di far passare il compagno di squadra: il pilota brasiliano eseguì polemicamente l'ordine all'ultima curva, tagliando il traguardo in terza posizione. Räikkönen conquistò il quarto posto davanti a Panis e Verstappen.
La classifica del mondiale dopo la gara austriaca vedeva quindi il margine di Michael Schumacher assottigliarsi a quattro punti di vantaggio nei confronti di Coulthard, salito a 38 punti, mentre la terza posizione della graduatoria era occupata da Barrichello, a quota 18.

### Gran Premio di Monaco
Dopo aver conquistato la pole position nelle qualifiche del sabato, David Coulthard è costretto a partire dal fondo del gruppo poiché la sua McLaren si spegne al via del giro di ricognizione. Michael Schumacher ne approfitta subito e in partenza prende il comando davanti a Mika Häkkinen e Rubens Barrichello.
Nel corso del terzo giro Montoya, nel tentativo di rimane a contatto con il gruppo di testa, commette un errore all'uscita delle Piscine danneggiando la sospensione posteriore sinistra costringendolo al ritiro. Più indietro Coulthard, impegnato in una difficile rimonta tra le anguste strade del Principato, resta bloccato alle spalle della Arrows dell'esordiente brasiliano Enrique Bernoldi per quasi metà gara, quando rientra ai box per rifornire.
La gara della Ferrari si agevola ancora di più quando la McLaren di Mika Häkkinen appieda il suo pilota per un guasto al differenziale: Schumacher e Barrichello con le due Ferrari rallentano il ritmo e amministrano il cospicuo vantaggio accumulato, avviandosi così ad una facile doppietta. Al terzo posto si mantiene Ralf Schumacher, il quale sarà in seguito costretto al ritiro a causa di un problema elettronico.
Poco prima di metà gara anche Trulli, per l'ennesimo guasto alla sua Jordan mentre occupava la quinta posizione davanti a Jacques Villeneuve, e Fisichella, che accusa problemi al cambio che lo portano a sbattere alla prima curva riuscendo a continuare ma andando a sbattere nuovamente nello stesso punto qualche giro dopo con minor fortuna, saranno costretti al ritiro.
Di tali defezioni ne approfitta Alesi, che riesce a portare la modesta Prost fino al quinto posto: una foratura nelle fasi finali lo obbliga ad una sosta supplementare che lo costringe a cedere la posizione a favore di Coulthard, ma il francese riuscirà comunque a conclude al sesto posto regalando un punto che alla Prost mancava dal 1999.
Sul podio, insieme a Schumacher e Barrichello, si unisce l'ottimo Irvine. In classifica generale Schumacher allunga portandosi a dodici lunghezze di vantaggio su Coulthard.

### Gran Premio del Canada

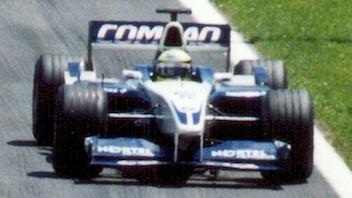
Ralf Schumacher ha vinto il Gran Premio del Canada, dopo una battaglia molto combattuta con suo fratello Michael.

La gara in Canada è stata una battaglia tra i fratelli Schumacher, con Michael che ha conquistato la pole e mantenuto il comando alla prima curva. Ralf, tuttavia, è rimasto al suo passo e, quando suo fratello è rientrato ai box, ha aumentato il ritmo con una serie di giri veloci ed è uscito con cinque secondi di vantaggio. Ralf ha raggiunto la vittoria, con suo fratello che per la prima volta in assoluto ha concluso 1–2 in una gara, e Häkkinen è arrivato terzo, il suo primo podio della stagione. Coulthard era pronto per il terzo posto ma si è ritirato quando il suo motore si è guastato a 15 giri dal traguardo.
Con quasi metà della stagione completata, Schumacher aveva 58 punti e guida Coulthard di 18 punti, soprattutto grazie al settimo e all'ottavo round. Coulthard aveva altri 16 punti su Barrichello che ne aveva 24, e 18 su Ralf, che ne aveva 22. Häkkinen era quinto con 8. Nel Campionato Costruttori, la Ferrari con 82 punti aveva un enorme vantaggio sulla McLaren, che ne aveva 48. Williams terzo con 28.

### Gran Premio d'Europa
La gara successiva, il Gran Premio d'Europa, fu ancora una volta tutta incentrata sui fratelli Schumacher, e Michael ottenne la sua settima pole della stagione, davanti a suo fratello. I fratelli hanno mantenuto le loro posizioni alla partenza e Ralf è riuscito a mantenere il secondo posto durante il primo stint. Tuttavia, ha superato la linea bianca dopo la sua prima sosta e ha ricevuto una penalità stop-go che lo ha escluso dai giochi. Ciò ha lasciato Michael Schumacher a raggiungere un'altra vittoria, con Montoya secondo e Coulthard terzo. Ralf, nonostante la penalità, è riuscito ad arrivare quarto davanti a Barrichello e Häkkinen.

### Gran Premio di Francia
Nel Gran Premio di Francia, i fratelli Schumacher partirono di nuovo 1–2, ma fu Ralf a conquistare la pole, la sua prima pole in carriera. Ralf ha mantenuto il comando alla partenza ma suo fratello lo ha saltato alla prima serie di soste e poi si è allontanato. Coulthard, che era partito terzo, era in lizza finché non ha superato la linea bianca mentre usciva dalla pit lane e ha ricevuto una penalità stop-go. Montoya correva veloce e avrebbe potuto sfidare per un secondo il suo compagno di squadra se il suo motore non fosse esploso. Schumacher ha vinto comodamente davanti al fratello Ralf, con Barrichello che ha tenuto a bada Coulthard per il terzo posto.

### Gran Premio di Gran Bretagna
Schumacher ha conquistato la pole per il GP di Gran Bretagna e ha mantenuto la sua posizione alla prima curva, ma Häkkinen, che era su due soste, lo ha superato al quinto giro. Häkkinen non si è mai guardato indietro e ha dominato ottenendo la sua prima vittoria dell'anno. Schumacher, la cui strategia ad una sola sosta non ha funzionato bene, è arrivato secondo con più di mezzo minuto di ritardo, e Barrichello ha completato il podio.

### Gran Premio di Germania
Il fine settimana del GP di Germania è stato dominato dal team Williams, i cui piloti hanno conquistato la prima fila e Montoya ha conquistato la sua prima pole in carriera. Montoya ha convertito la sua pole in vantaggio alla partenza e sembrava ben avviato per vincere fino a quando il suo motore non è esploso. Ciò ha lasciato Ralf verso la vittoria, Barrichello è arrivato secondo e Jacques Villeneuve ha ottenuto il suo secondo podio della stagione al terzo posto, entrambi capitalizzando il ritiro di Schumacher per un problema di pressione del carburante ed entrambe le McLaren si sono ritirate per guasti al motore.

### Gran Premio d'Ungheria

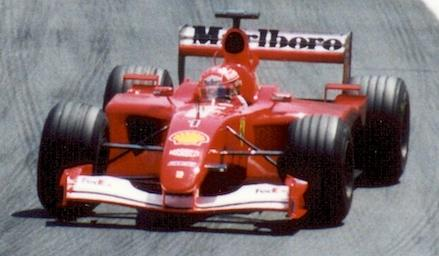
Michael Schumacher ha conquistato il suo quarto campionato del mondo con una vittoria al Gran Premio d'Ungheria.

Schumacher ha compiuto un altro passo verso la vittoria del titolo conquistando la pole nel GP d'Ungheria, davanti a Coulthard e Barrichello. Schumacher è rimasto primo al via, ma Coulthard è stato superato da Barrichello. Schumacher si allontana, mentre Barrichello tiene a bada Coulthard. Coulthard ha scavalcato Barrichello alla prima sosta, ma il brasiliano ha ricambiato il favore alla seconda. Schumacher ha vinto la gara e il campionato, e Barrichello ha realizzato una Ferrari 1–2 che ha dato alla Ferrari il campionato costruttori. Un deluso Coulthard è arrivato terzo.

### Gran Premio del Belgio
Le due Williams di Montoya e Ralf si sono qualificate 1–2 per il GP del Belgio, ma questo non è servito a nulla per il primo quando si è fermato in griglia ed è partito dal fondo. Ralf è stato rapidamente superato dal campione del mondo Michael Schumacher alla prima curva. Dopo pochi giri si è verificato un contatto tra Eddie Irvine e Luciano Burti e quest'ultimo è andato a sbattere frontalmente contro le gomme. La gara è stata interrotta, mentre Burti è stato curato per le ferite riportate. Sebbene gli infortuni non fossero gravi, Burti non avrebbe mai più corso in F1. È iniziata una nuova gara, ridotta a 36 giri, e i primi 3 nella nuova griglia erano: Michael Schumacher, suo fratello Ralf e Barrichello. La macchina di Ralf era sui martinetti quando è iniziato il riscaldamento e anche lui è dovuto partire dal fondo. Michael è rimasto primo alla partenza e si è allontanato, mentre Barrichello ha perso terreno contro Giancarlo Fisichella. Barrichello ha perso ulteriore tempo quando ha investito un dissuasore alla chicane della fermata dell'autobus danneggiando la sua ala anteriore, e ha dovuto girare per un intero giro prima di fermarsi ai box per cambiare l'ala. Ciò ha lasciato le due McLaren dietro Fisichella. Coulthard è riuscito a sorpassarlo a 10 giri dalla fine. Schumacher ha ottenuto la sua 52ª vittoria in carriera, battendo il record di Alain Prost di maggior numero di vittorie di sempre, con Coulthard e un superbo Fisichella a completare il podio.

### Gran Premio d'Italia
Il round successivo si è svolto in Italia, la prima gara dopo gli attentati dell'11 settembre, e prima della gara, Michael Schumacher voleva che tutti i piloti andassero lentamente alla prima curva, a causa dell'11 settembre e di un terribile incidente nella ChampCar il giorno prima. in cui l'ex pilota di F1 Alessandro Zanardi rimase gravemente ferito ma questo piano non funzionò perché Jacques Villeneuve e il boss della Benetton Flavio Briatore non lo accettarono. Il team Ferrari ha corso senza i loghi degli sponsor in rispetto allo sponsor Philip Morris e con una punta nera sul naso, in rispetto all'11 settembre. Montoya ha conquistato la pole, davanti alle due Ferrari di Barrichello e Schumacher. I primi tre hanno mantenuto le loro posizioni alla partenza, ma Montoya è stato presto superato da Barrichello che si è fermato due volte. Montoya e Barrichello si sono dati battaglia con piani diversi, e Montoya è uscito vincitore dopo che Barrichello ha avuto problemi durante la sua prima sosta che gli sono costati 7 secondi. Un giubilante Montoya ha ottenuto la sua prima vittoria in carriera, con Barrichello e Ralf seconda e terza.

### Gran Premio degli Stati Uniti

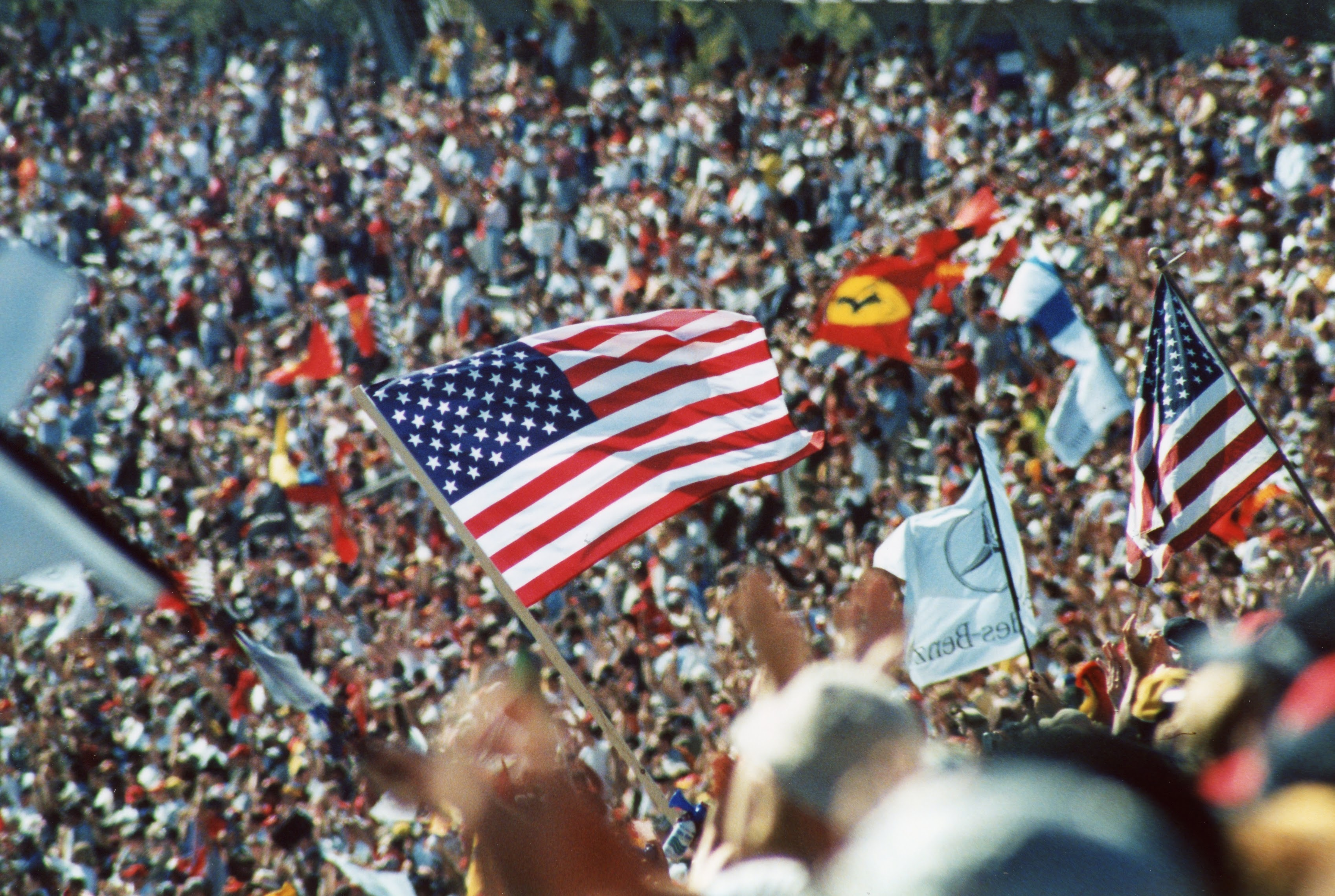
Il Gran Premio degli Stati Uniti è stato il primo evento sportivo internazionale disputato oltreoceano dopo gli attentati dell'11 settembre.

Il GP degli Stati Uniti ha ospitato il penultimo round e Schumacher ha conquistato la pole davanti a suo fratello e Montoya. Schumacher era in testa alla prima curva, mentre Ralf ha perso sia contro Montoya che contro Barrichello. Un Barrichello che ha effettuato due soste ha subito preso il comando e si è fermato ai box. Montoya supera Schumacher prima del giro di soste, ma si ritira due giri dopo la sua sosta a causa di un guasto al motore. Con tutti che si fermavano una volta, Barrichello era in testa a Häkkinen, Schumacher e Coulthard. Barrichello è rientrato secondo dietro Häkkinen dopo la sua sosta e ha iniziato ad avvicinarsi fino a quando il suo motore non si è guastato al penultimo giro. Häkkinen ottenne una splendida vittoria (che si rivelò essere la sua ultima), e la scomparsa di Barrichello lasciò Schumacher e Coulthard al secondo e terzo posto.

### Gran Premio del Giappone
L'ultimo round si è svolto in Giappone e Schumacher ha conquistato nuovamente la pole, davanti a Montoya e Ralf. I primi tre hanno mantenuto le loro posizioni alla prima curva, anche se Ralf è stato presto superato da Barrichello che si è fermato tre volte. Barrichello non è riuscito a superare Montoya e questo ha rovinato la sua strategia. A Ralf è stata inflitta una penalità stop-go per aver tagliato troppo spesso la chicane all'ultima curva. Ciò ha lasciato Häkkinen terzo nella sua ultima gara in F1, ma ha ceduto la posizione al compagno di squadra Coulthard in segno di gratitudine per tutto il supporto che Coulthard gli ha dato durante le stagioni precedenti. Schumacher ha concluso la stagione con una vittoria davanti a Montoya e Coulthard. Häkkinen è arrivato quarto nella sua ultima gara in assoluto, davanti a Barrichello e Ralf.

## Risultati

### Risultati dei Gran Premi
| Nº | Gran Premio                   | Circuito          | Pole position      | Giro veloce        | Pilota vincitore   | Costruttore      | Resoconto |
| -- | ----------------------------- | ----------------- | ------------------ | ------------------ | ------------------ | ---------------- | --------- |
| 1  | Gran Premio d'Australia       | Melbourne         | Michael Schumacher | Michael Schumacher | Michael Schumacher | Ferrari          | resoconto |
| 2  | Gran Premio della Malesia     | Sepang            | Michael Schumacher | Mika Häkkinen      | Michael Schumacher | Ferrari          | resoconto |
| 3  | Gran Premio del Brasile       | Interlagos        | Michael Schumacher | Ralf Schumacher    | David Coulthard    | McLaren-Mercedes | resoconto |
| 4  | Gran Premio di San Marino     | Imola             | David Coulthard    | Ralf Schumacher    | Ralf Schumacher    | Williams-BMW     | resoconto |
| 5  | Gran Premio di Spagna         | Montmeló          | Michael Schumacher | Michael Schumacher | Michael Schumacher | Ferrari          | resoconto |
| 6  | Gran Premio d'Austria         | A1-Ring           | Michael Schumacher | David Coulthard    | David Coulthard    | McLaren-Mercedes | resoconto |
| 7  | Gran Premio di Monaco         | Monaco            | David Coulthard    | David Coulthard    | Michael Schumacher | Ferrari          | resoconto |
| 8  | Gran Premio del Canada        | Montréal          | Michael Schumacher | Ralf Schumacher    | Ralf Schumacher    | Williams-BMW     | resoconto |
| 9  | Gran Premio d'Europa          | Nürburgring       | Michael Schumacher | Juan Pablo Montoya | Michael Schumacher | Ferrari          | resoconto |
| 10 | Gran Premio di Francia        | Magny-Cours       | Ralf Schumacher    | David Coulthard    | Michael Schumacher | Ferrari          | resoconto |
| 11 | Gran Premio di Gran Bretagna  | Silverstone       | Michael Schumacher | Mika Häkkinen      | Mika Häkkinen      | McLaren-Mercedes | resoconto |
| 12 | Gran Premio di Germania       | Hockenheimring    | Juan Pablo Montoya | Juan Pablo Montoya | Ralf Schumacher    | Williams-BMW     | resoconto |
| 13 | Gran Premio d'Ungheria        | Hungaroring       | Michael Schumacher | Mika Häkkinen      | Michael Schumacher | Ferrari          | resoconto |
| 14 | Gran Premio del Belgio        | Spa-Francorchamps | Juan Pablo Montoya | Michael Schumacher | Michael Schumacher | Ferrari          | resoconto |
| 15 | Gran Premio d'Italia          | Monza             | Juan Pablo Montoya | Ralf Schumacher    | Juan Pablo Montoya | Williams-BMW     | resoconto |
| 16 | Gran Premio degli Stati Uniti | Indianapolis      | Michael Schumacher | Juan Pablo Montoya | Mika Häkkinen      | McLaren-Mercedes | resoconto |
| 17 | Gran Premio del Giappone      | Suzuka            | Michael Schumacher | Ralf Schumacher    | Michael Schumacher | Ferrari          | resoconto |

## Classifiche

### Sistema di punteggio
| Posizione | 1ª | 2ª | 3ª | 4ª | 5ª | 6ª |
| Punti     | 10 | 6  | 4  | 3  | 2  | 1  |

### Classifica piloti
| Pos. | Pilota                |     |     |     |     |     |     |     |     |     |     |     |     |     |     |     |     |     | Punti |
| ---- | --------------------- | --- | --- | --- | --- | --- | --- | --- | --- | --- | --- | --- | --- | --- | --- | --- | --- | --- | ----- |
| 1    | Michael Schumacher    | 1   | 1   | 2   | Rit | 1   | 2   | 1   | 2   | 1   | 1   | 2   | Rit | 1   | 1   | 4   | 2   | 1   | 123   |
| 2    | David Coulthard       | 2   | 3   | 1   | 2   | 5   | 1   | 5   | Rit | 3   | 4   | Rit | Rit | 3   | 2   | Rit | 3   | 3   | 65    |
| 3    | Rubens Barrichello    | 3   | 2   | Rit | 3   | Rit | 3   | 2   | Rit | 5   | 3   | 3   | 2   | 2   | 5   | 2   | 15* | 5   | 56    |
| 4    | Ralf Schumacher       | Rit | 5   | Rit | 1   | Rit | Rit | Rit | 1   | 4   | 2   | Rit | 1   | 4   | 7   | 3   | Rit | 6   | 49    |
| 5    | Mika Häkkinen         | Rit | 6   | Rit | 4   | 9*  | Rit | Rit | 3   | 6   | NP  | 1   | Rit | 5   | 4   | Rit | 1   | 4   | 37    |
| 6    | Juan Pablo Montoya    | Rit | Rit | Rit | Rit | 2   | Rit | Rit | Rit | 2   | Rit | 4   | Rit | 8   | Rit | 1   | Rit | 2   | 31    |
| 7    | Jacques Villeneuve    | Rit | Rit | 7   | Rit | 3   | 8   | 4   | Rit | 9   | Rit | 8   | 3   | 9   | 8   | 6   | Rit | 10  | 12    |
| 8    | Nick Heidfeld         | 4   | Rit | 3   | 7   | 6   | 9   | Rit | Rit | Rit | 6   | 6   | Rit | 6   | Rit | 11  | 6   | 9   | 12    |
| 9    | Jarno Trulli          | Rit | 8   | 5   | 5   | 4   | SQ  | Rit | 11* | Rit | 5   | Rit | Rit | Rit | Rit | Rit | 4   | 8   | 12    |
| 10   | Kimi Räikkönen        | 6   | Rit | Rit | Rit | 8   | 4   | 10  | 4   | 10  | 7   | 5   | Rit | 7   | NP  | 7   | Rit | Rit | 9     |
| 11   | Giancarlo Fisichella  | 13  | Rit | 6   | Rit | 14  | Rit | Rit | Rit | 11  | 11  | 13  | 4   | Rit | 3   | 10  | 8   | 17* | 8     |
| 12   | Eddie Irvine          | 10  | Rit | Rit | Rit | Rit | 7   | 3   | Rit | 7   | Rit | 9   | Rit | Rit | NP  | Rit | 5   | Rit | 6     |
| 13   | Heinz-Harald Frentzen | 5   | 4   | 11* | 6   | Rit | Rit | Rit |     | Rit | 8   | 7   |     | Rit | 9   | Rit | 10  | 12  | 6     |
| 14   | Olivier Panis         | 7   | Rit | 4   | 8   | 7   | 5   | Rit | Rit | Rit | 9   | Rit | 7   | Rit | 11  | 9   | 11  | 13  | 5     |
| 15   | Jean Alesi            | 9   | 9   | 8   | 9   | 10  | 10  | 6   | 5   | 15* | 12  | 11  | 6   | 10  | 6   | 8   | 7   | Rit | 5     |
| 16   | Pedro de la Rosa      |     |     |     |     | Rit | Rit | Rit | 6   | 8   | 14  | 12  | Rit | 11  | Rit | 5   | 12  | Rit | 3     |
| 17   | Jenson Button         | 14* | 11  | 10  | 11  | 15  | Rit | 7   | Rit | 13  | 16* | 15  | 5   | Rit | Rit | Rit | 9   | 7   | 2     |
| 18   | Jos Verstappen        | 11  | 7   | Rit | Rit | 12  | 6   | 8   | 10* | Rit | 13  | 10  | 9   | 12  | 10  | Rit | Rit | 14  | 1     |
| 19   | Ricardo Zonta         |     |     |     |     |     |     |     | 7   |     |     |     | Rit |     |     |     |     |     | 0     |
| 20   | Luciano Burti         | 8   | 10  | Rit | 11  | 11  | 11  | Rit | 8   | 12  | 10  | Rit | Rit | Rit | NP  |     |     |     | 0     |
| 21   | Enrique Bernoldi      | Rit | Rit | Rit | 10  | Rit | Rit | 9   | Rit | Rit | Rit | 14  | 8   | Rit | 12  | Rit | 13  | 15  | 0     |
| 22   | Tarso Marques         | Rit | 14  | 9   | Rit | 16  | Rit | Rit | 9   | Rit | 15  | NQ  | Rit | Rit | 13  |     |     |     | 0     |
| 23   | Fernando Alonso       | 12  | 13  | Rit | Rit | 13  | Rit | Rit | Rit | 14  | 17* | 16  | 10  | Rit | NP  | 13  | Rit | 11  | 0     |
| 24   | Tomáš Enge            |     |     |     |     |     |     |     |     |     |     |     |     |     |     | 12  | 14  | Rit | 0     |
| 25   | Gastón Mazzacane      | Rit | 12  | Rit | Rit |     |     |     |     |     |     |     |     |     |     |     |     |     | 0     |
| 26   | Alex Yoong            |     |     |     |     |     |     |     |     |     |     |     |     |     |     | Rit | Rit | 16  | 0     |
| Pos. | Pilota                |     |     |     |     |     |     |     |     |     |     |     |     |     |     |     |     |     | Punti |

| Legenda | 1º posto     | 2º posto | 3º posto    | A punti         | Senza punti/Non class.  | Grassetto – Pole position Corsivo – Giro più veloce |
| Legenda | Squalificato | Ritirato | Non partito | Non qualificato | Solo prove/Terzo pilota | Grassetto – Pole position Corsivo – Giro più veloce |

* Indica quei piloti che non hanno terminato la gara ma sono ugualmente classificati avendo coperto, come previsto dal regolamento, almeno il 90% della distanza totale.

### Classifica Costruttori
| Pos. | Costruttore      | Pilota        |     |     |     |     |     |     |     |     |     |     |     |     |     |     |     |     |     | Punti |
| ---- | ---------------- | ------------- | --- | --- | --- | --- | --- | --- | --- | --- | --- | --- | --- | --- | --- | --- | --- | --- | --- | ----- |
| 1    | Ferrari          | M. Schumacher | 1   | 1   | 2   | Rit | 1   | 2   | 1   | 2   | 1   | 1   | 2   | Rit | 1   | 1   | 4   | 2   | 1   | 179   |
| 1    | Ferrari          | Barrichello   | 3   | 2   | Rit | 3   | Rit | 3   | 2   | Rit | 5   | 3   | 3   | 2   | 2   | 5   | 2   | 15* | 5   | 179   |
| 2    | McLaren-Mercedes | Häkkinen      | Rit | 6   | Rit | 4   | 9*  | Rit | Rit | 3   | 6   | NP  | 1   | Rit | 5   | 4   | Rit | 1   | 4   | 102   |
| 2    | McLaren-Mercedes | Coulthard     | 2   | 3   | 1   | 2   | 5   | 1   | 5   | Rit | 3   | 4   | Rit | Rit | 3   | 2   | Rit | 3   | 3   | 102   |
| 3    | Williams-BMW     | R. Schumacher | Rit | 5   | Rit | 1   | Rit | Rit | Rit | 1   | 4   | 2   | Rit | 1   | 4   | 7   | 3   | Rit | 6   | 80    |
| 3    | Williams-BMW     | Montoya       | Rit | Rit | Rit | Rit | 2   | Rit | Rit | Rit | 2   | Rit | 4   | Rit | 8   | Rit | 1   | Rit | 2   | 80    |
| 4    | Sauber-Petronas  | Heidfeld      | 4   | Rit | 3   | 7   | 6   | 9   | Rit | Rit | Rit | 6   | 6   | Rit | 6   | Rit | 11  | 6   | 9   | 21    |
| 4    | Sauber-Petronas  | Räikkönen     | 6   | Rit | Rit | Rit | 8   | 4   | 10  | 4   | 10  | 7   | 5   | Rit | 7   | NP  | 7   | Rit | Rit | 21    |
| 5    | Jordan-Honda     | Frentzen      | 5   | 4   | 11* | 6   | Rit | Rit | Rit |     | Rit | 8   | 7   |     |     |     |     |     |     | 19    |
| 5    | Jordan-Honda     | Zonta         |     |     |     |     |     |     |     | 7   |     |     |     | Rit |     |     |     |     |     | 19    |
| 5    | Jordan-Honda     | Alesi         |     |     |     |     |     |     |     |     |     |     |     |     | 10  | 6   | 8   | 7   | Rit | 19    |
| 5    | Jordan-Honda     | Trulli        | Rit | 8   | 5   | 5   | 4   | SQ  | Rit | 11* | Rit | 5   | Rit | Rit | Rit | Rit | Rit | 4   | 8   | 19    |
| 6    | BAR-Honda        | Panis         | 7   | Rit | 4   | 8   | 7   | 5   | Rit | Rit | Rit | 9   | Rit | 7   | Rit | 11  | 9   | 11  | 13  | 17    |
| 6    | BAR-Honda        | Villeneuve    | Rit | Rit | 7   | Rit | 3   | 8   | 4   | Rit | 9   | Rit | 8   | 3   | 9   | 8   | 6   | Rit | 10  | 17    |
| 7    | Benetton-Renault | Fisichella    | 13  | Rit | 6   | Rit | 14  | Rit | Rit | Rit | 11  | 11  | 13  | 4   | Rit | 3   | 10  | 8   | 17* | 10    |
| 7    | Benetton-Renault | Button        | 14* | 11  | 10  | 12  | 15  | Rit | 7   | Rit | 13  | 16* | 15  | 5   | Rit | Rit | Rit | 9   | 7   | 10    |
| 8    | Jaguar-Cosworth  | Irvine        | 10  | Rit | Rit | Rit | Rit | 7   | 3   | Rit | 7   | Rit | 9   | Rit | Rit | NP  | Rit | 5   | Rit | 9     |
| 8    | Jaguar-Cosworth  | Burti         | 8   | 10  | Rit | 11  |     |     |     |     |     |     |     |     |     |     |     |     |     | 9     |
| 8    | Jaguar-Cosworth  | De La Rosa    |     |     |     |     | Rit | Rit | Rit | 6   | 8   | 14  | 12  | Rit | 11  | Rit | 5   | 12  | Rit | 9     |
| 9    | Prost-Acer       | Alesi         | 9   | 9   | 8   | 9   | 10  | 10  | 6   | 5   | 15* | 12  | 11  | 6   |     |     |     |     |     | 4     |
| 9    | Prost-Acer       | Frentzen      |     |     |     |     |     |     |     |     |     |     |     |     | Rit | 9   | Rit | 10  | 12  | 4     |
| 9    | Prost-Acer       | Mazzacane     | Rit | 12  | Rit | Rit |     |     |     |     |     |     |     |     |     |     |     |     |     | 4     |
| 9    | Prost-Acer       | Burti         |     |     |     |     | 11  | 11  | Rit | 8   | 12  | 10  | Rit | Rit | Rit | NP  |     |     |     | 4     |
| 9    | Prost-Acer       | Enge          |     |     |     |     |     |     |     |     |     |     |     |     |     |     | 12  | 14  | Rit | 4     |
| 10   | Arrows-Asiatech  | Verstappen    | 11  | 7   | Rit | Rit | 12  | 6   | 8   | 10* | Rit | 13  | 10  | 9   | 12  | 10  | Rit | Rit | 14  | 1     |
| 10   | Arrows-Asiatech  | Bernoldi      | Rit | Rit | Rit | 10  | Rit | Rit | 9   | Rit | Rit | Rit | 14  | 8   | Rit | 12  | Rit | 13  | 15  | 1     |
| 11   | Minardi-European | Marques       | Rit | 14  | 9   | Rit | 16  | Rit | Rit | 9   | Rit | 15  | NQ  | Rit | Rit | 13  |     |     |     | 0     |
| 11   | Minardi-European | Yoong         |     |     |     |     |     |     |     |     |     |     |     |     |     |     | Rit | Rit | 16  | 0     |
| 11   | Minardi-European | Alonso        | 12  | 13  | Rit | Rit | 13  | Rit | Rit | Rit | 14  | 17* | 16  | 10  | Rit | NP  | 13  | Rit | 11  | 0     |
| Pos. | Costruttore      | Pilota        |     |     |     |     |     |     |     |     |     |     |     |     |     |     |     |     |     | Punti |

| Legenda | Grassetto – Pole position Corsivo - Giro più veloce | 1º posto                                         | 2º posto                                      | 3º posto                          | A punti                                           | -Senza punti -Non classificato (NC)         | Ritirato (Rit)                  | Squalificato (SQ)   |
| Legenda | Grassetto – Pole position Corsivo - Giro più veloce | -Non qualificato (NQ) -Non pre-qualificato (NPQ) | Disputa solo le prove (SP) -Terzo pilota (TP) | Non prende parte alle prove (NPR) | -Non partito (NP) Infortunato (INF) -Escluso (ES) | Iscritto ma non presente, non arrivato (NA) | Ritirato prima dell'evento (WD) | Gara cancellata (C) |

* Indica quei piloti che non hanno terminato la gara ma sono ugualmente classificati avendo coperto, come previsto dal regolamento, almeno il 90% della distanza totale.